# Adomas Galdikas
Adomas Galdikas (Giršinai, prop de Mosėdis, 18 d'octubre de 1893 - Nova York, 7 de desembre de 1969) va ser un dissenyador gràfic, escenògraf i pintor lituà.

## Biografia
Galdikas va assistir a classes de pintura a Sant Petersburg i a Berlín. Va continuar els seus estudis a Suècia, Itàlia i França. El 1923, després de tornar a Lituània, va fundar el seu propi estudi de disseny gràfic a Kaunas, on va treballar fins al 1940. Alhora també feia de professor a l'Escola d'Art de Kaunas. Durant la Segona Guerra Mundial Galdikas va ser professor a l'Institut Kaunas d'Arts Aplicades. Vytautas Kazimieras Jonynas en va ser un alumne destacat. Entre 1946 i 1947 Galdikas va treballar com a professor a Friburg (École des Arts et Métiers). El 1947 es va traslladar a París, i el 1952 a Nova York, on va viure fins a la seva mort.

## Obres
Des de 1920 Galdikas va participar en exposicions d'art a Lituània i a l'estranger. Galdikas també il·lustrà llibres i va crear l'escenografia per a 19 obres de teatre al Teatre Estatal de Kaunas. També va dissenyar una sèrie de segells lituans, i va col·laborar en el disseny de paper moneda. A Alemanya, França i els Estats Units va treballar principalment com a pintor.
El 1937 el seu Tríptic Lituània va ser guardonat amb el Gran Premi (Grand Prix) de l'Exposició Internacional de París de 1937. També fou guardonat per l'escenografia i el vestuari de l'obra Šarūnas de Vincas Krėvė-Mickevičius Des de llavors obres seves han estat adquirides per institucions de renom com Stieglitz Museum of Applied Arts, el Museu Nacional d'Art Mikalojus Konstantinas Čiurlionis, el Museu d'Art de Lituània, Museu Nacional d'Art letó, el Jeu de Paume a París, entre d'altres.